# Big Generator
Big Generator – dwunasty album studyjny grupy Yes, wydany w 1987 roku przez Atco Records. Na portalu Rate Your Music zaliczono go jako reprezentujący style muzyczne takie jak pop-rock i rock progresywny.

## Lista utworów
| 1. | "Rhythm of Love" (Anderson/Kaye/Rabin/Squire)            | 4:47  |
|    |                                                          |       |
| 2. | "Big Generator" (Anderson/Kaye/Rabin/Squire/White)       | 4:33  |
|    |                                                          |       |
| 3. | "Shoot High, Aim Low" (Anderson/Kaye/Rabin/Squire/White) | 7:01  |
|    |                                                          |       |
| 4. | "Almost Like Love" (Anderson/Kaye/Rabin/Squire)          | 4:58  |
|    |                                                          |       |
| 5. | "Love Will Find a Way" (Rabin)                           | 4:50  |
|    |                                                          |       |
| 6. | "Final Eyes" (Anderson/Kaye/Rabin/Squire)                | 6:25  |
|    |                                                          |       |
| 7. | "I’m Running" (Anderson/Kaye/Rabin/Squire)               | 7:37  |
|    |                                                          |       |
| 8. | "Holy Lamb" (Song for Harmonic Convergence) (Anderson)   | 3:19  |
|    |                                                          |       |
|    |                                                          | 43:30 |
|    |                                                          |       |

## Skład
- Jon Anderson – wokal
- Chris Squire – bas, wokal
- Trevor Rabin – gitary, wokal, instrumenty klawiszowe
- Tony Kaye – instrumenty klawiszowe, organy
- Alan White – perkusja, instrumenty perkusyjne

## Pozycje na listach przebojów
Album
| Rok  | Lista             | Pozycja |
| ---- | ----------------- | ------- |
| 1987 | The Billboard 200 | 15      |

Single
| Rok  | Singel               | Lista                  | Pozycja |
| ---- | -------------------- | ---------------------- | ------- |
| 1987 | Love Will Find a Way | Mainstream Rock Tracks | 1       |
| 1987 | Love Will Find a Way | The Billboard Hot 100  | 30      |
| 1987 | Rhythm of Love       | Mainstream Rock Tracks | 2       |
| 1987 | Rhythm of Love       | The Billboard Hot 100  | 40      |
| 1987 | Shoot High Aim Low   | Mainstream Rock Tracks | 11      |
| 1988 | Final Eyes           | Mainstream Rock Tracks | 20      |